# Spargi
Spargi je otok u Italiji. Nalazi se u otočju Maddalena, prolazu Bonifacio između Korzike i Sardinije. To je treći po veličini otok u otočju, a nenaseljen je. Nalazi se unutar nacionalnog parka Otočja Maddalena.
Krajolik je hrapav granit, s nešto porfirita. Otok je više-manje kružnog oblika. Jedini izvor slatke vode je kiša. Obala je obilježena uvalama i pješčanim plažama. Zaleđe je gotovo neprohodno. Biljni svijet uključuje bušin, maginje, borovice i malu smrdljiku. Tijekom 19. stoljeća Natale Berretta, navodni razbojnik, skrivao se na otoku i uspio izmaknuti tragačima. Kad mu je dokazana nevinost, doveo je svoju obitelj i skrasio se.
Olupina Spargi je rimski brod duljine 35 m koji datira iz oko 120 pr. Kr., otkriven 1939. Bio je to teretni brod koji je prevozio amfore s vinom. Nalazi iz njega čuvaju se u muzeju Nino Lamboglia u La Maddeleni.
Spargi je bio garnizon tijekom oba svjetska rata. Neke od utvrda još su ostale.
Vlasništvo nad Spargijem bilo je predmetom sudskog spora 2011. godine. Strane su se složile da je vrijedan 127.000 eura.
Obližnji otočić Spargiotto na zapadu mjesto je za razmnožavanje ptica kao što su morski vranac, sredozemni galeb i burnice (lat. Hydrobatidae).
Secca di Spargi ('Spargijev plićak'; naziva se i Secca Washington) preporučeno je i označeno područje za ronjenje. Sastoji se od velikih blokova granita zajedno sa stijenama i klizištima, a uključuje tafone i depresije. Dubina se kreće od 6 do 25 m. Ribe su kirnja, škarpina, orada i barakuda. Suncem obasjana područja podržavaju morske alge; sjenovita područja naseljavaju spužva Aplysina cavernicola (rod Aplysina ) i crvene gorgonije.

## Vanjske poveznice
|  | Zajednički poslužitelj ima još gradiva o temi Spargi |